# Джалібот

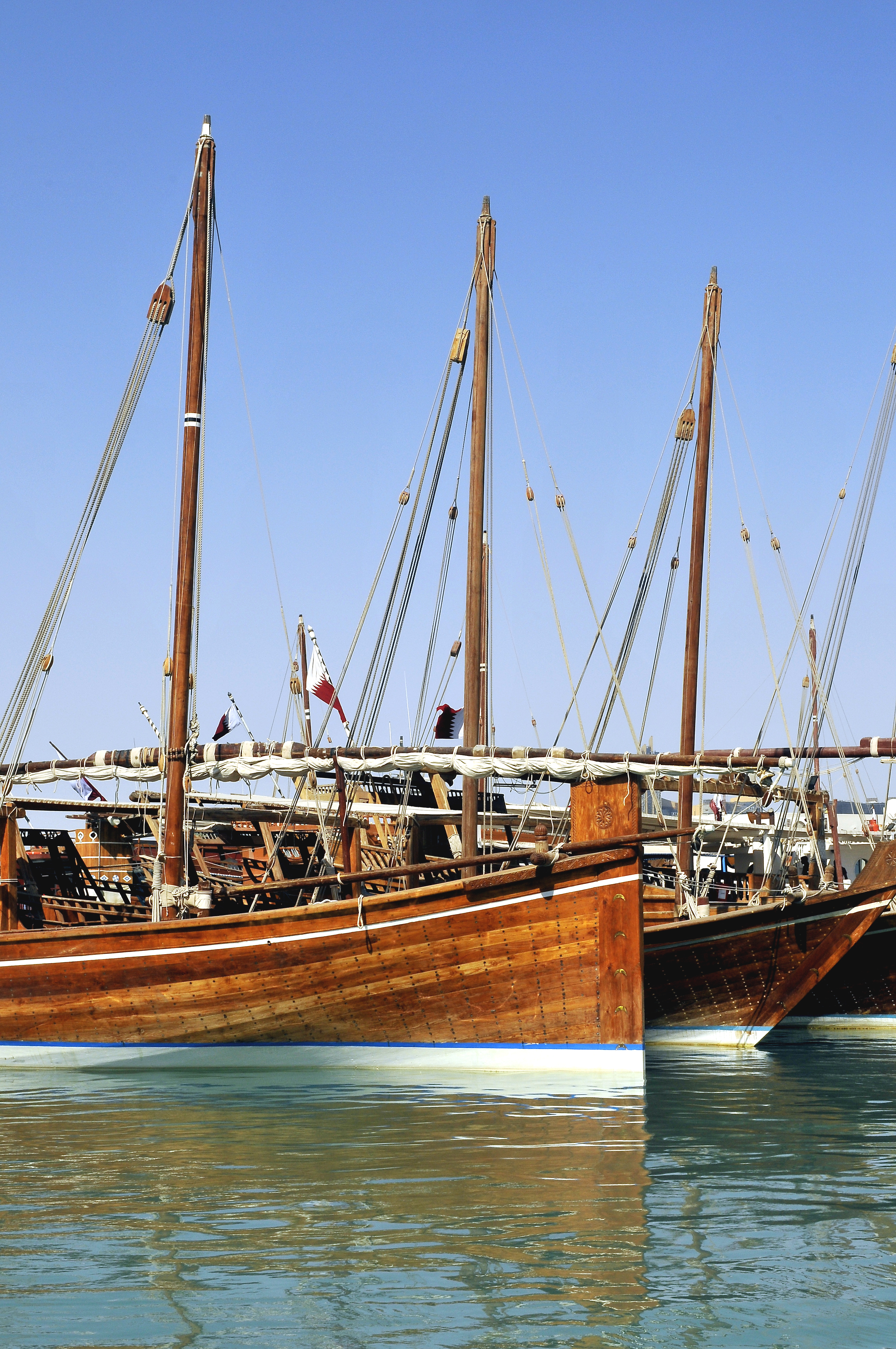
Джалібот в Катарі (на передньому плані). За ним пришвартоване шуї з похилим форштевнем

Джалібот або джальбот, джалібут (араб. جالبوت, jalibut) — традиційне арабське вітрильне дау невеликих розмірів з прямим вертикальним ахтерштевнем і пласкою транцевою кормою, що часто прикрашена по краям характерними «крилами». Сьогодні джалібот є другим після шуї найпоширенішим видом дау в Перській затоці та Омані. Використовуються в якості рибальського судна, а також для перевезення пасажирів та невеликих вантажів.

## Етимологія
Існує декілька версій походження назви джалібот. Одна з них, спираючись на схожість конструкції джалібота на європейські човни стверджує, що його назва походить від перекрученого англійського «jolly boat» (дослівно з англійської — «відпочинковий човен»), що у XVIII—XIX ст. використовувалась для позначення корабельної шлюпки британського королівського військово-морського флоту. Інші дослідники стверджують, що ця назва має місцеве походження і що ще в 1183 році мандрівник і географ з Аль-Андалусу Ібн Джубайр згадував про дау з назвою «джалаба» (jalabah) або «джалба» (jalbah), на яких він переправлявся через Червоне море під час свого хаджу до Мекки. Необхідно також згадати, що невеликі дау з вертикальним форштевнем, які дотепер будують на архіпелазі Ламу на узбережжі Суахілі мають схожу назву джалбут (jalboot).

## Опис

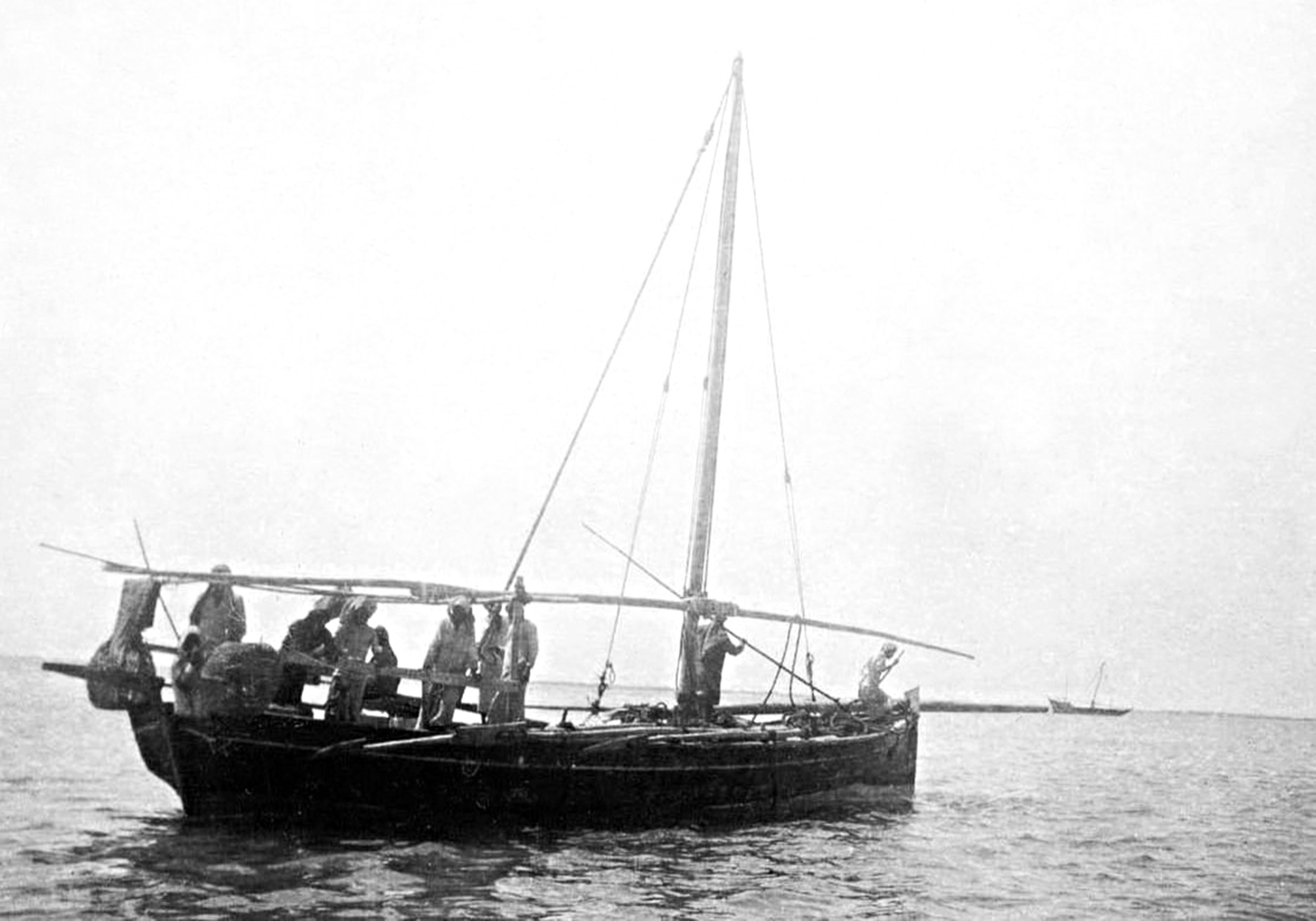
Джалібот біля Мухаррака, Бахрейн. Фото 1911 р.

Профіль джалібота добре впізнаваний завдяки прямому вертикальному форштевню, який дуже нехарактерний для арабських дау, і піднятій пласкій транцевій кормі, прикрашеній по краях характерними «крилами». Середня довжина корпусу джалібота складає від 6 до 13 метрів. Джалібот, разом із шуї, багалою та ганджою належить до типу дау з «європеїзованою» пласкою транцевою кормою і історично мав одну, або зрідка — дві щогли з чотирикутними косими «арабськими» вітрилами у формі неправильної трапеції. Пласка корма джаліботів чудово підходить для розміщення на ній підвісних чи вбудованих двигунів і сьогодні значна кількість цих човнів у Перській затоці моторизовані і використовують вітрила лише в якості допоміжного засобу до двигуна, або й взагалі позбавлені щогл і вітрил.
На кормі джаліботіа зазвичай встановлюється легкий каркас з дерев'яних брусів, на якому робиться навіс для захисту від сонця, а на рибальських джаліботах зберігаються сітки.
Історично, як усі дау, джаліботи відносились до «зшитих суден» і будувались за традиційною арабською технологією «спочатку корпус» за допомогою зв'язування або «зшиття» дерев'яних елементів судна мотузками з койру, без застосування металевих цвяхів. Хоча сучасні джаліботи продовжують будуватись за технологією «спочатку корпус», при їх будівництві використовують сучасні технології те металеві цвяхи, а човни з корпусом, зшитим мотузками сьогодні майже не зустрічаються.

## Поширення і використання

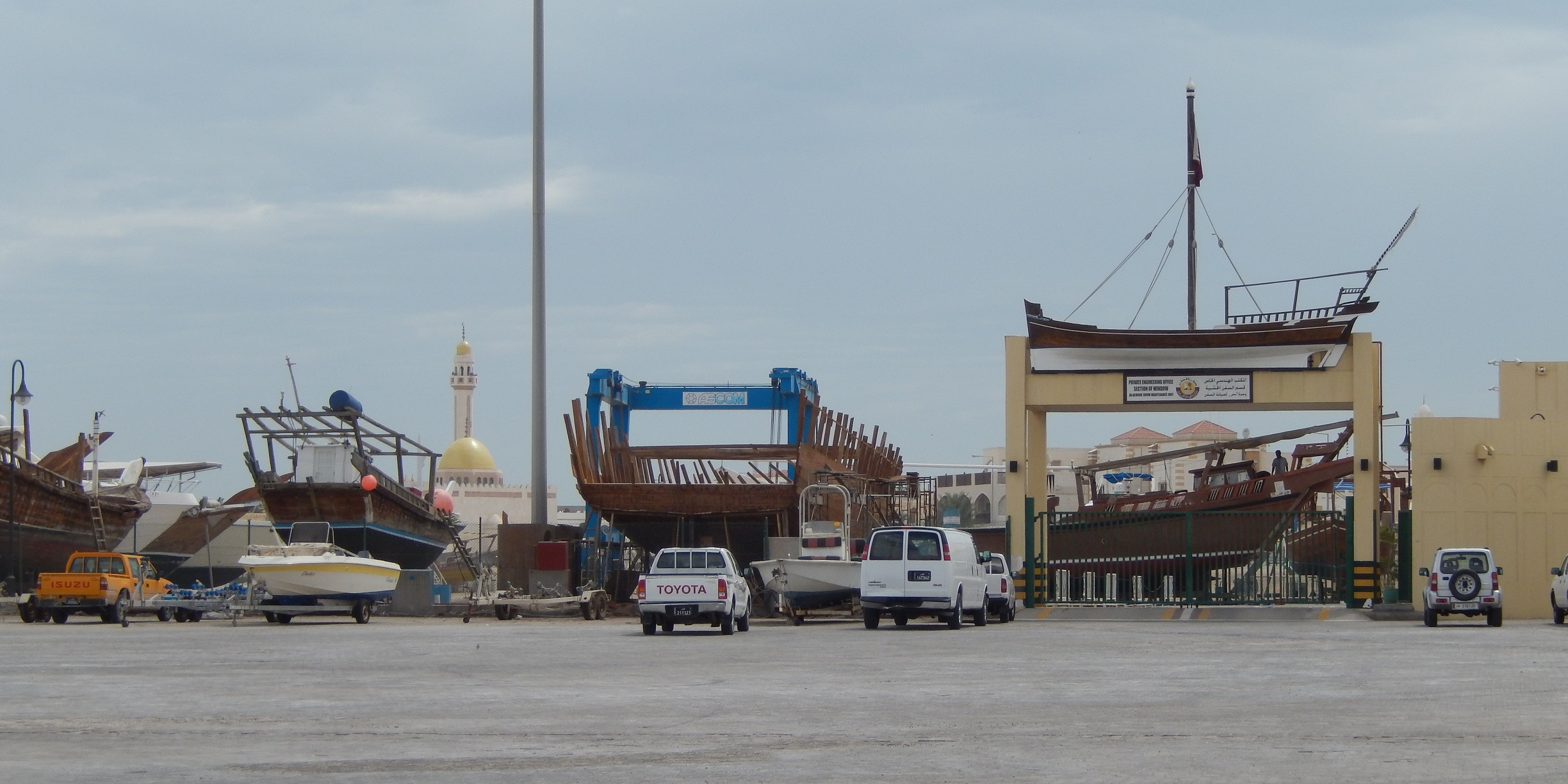
Модель джалібота, встановлена над аркою воріт корабельні, що будує сучасні дау в Ель-Хаурі, Катар.

Джалібот є традиційними човнами для країн, розташованих на узбережжі Перської і Оманської заток, таких як Катар, Бахрейн, Кувейт, Оман і ОАЕ. Історично вони використовувались для вилову перлів і рибальства наряду з іншими дау малих і середніх розмірів, таких як шуї, самбук і батиль. Після винайдення і розповсюдження в 1910-х роках в Японії штучного способу вирощування перлин в промислових масштабах, а також відкриття в 1930-х роках в Перській затоці великих покладів нафти, перловий і риболовний бізнес в регіоні почав швидко втрачати свою актуальність, що призвело до зникнення традиційних дау і занепаду традицій їх будівництва. Проте, якщо великі і середні традиційні торгові, транспортні та риболовні дау, такі як бум, ганджа, багала, самбук і батиль в другій половині XX ст. майже повністю зникли, невеликі дау, такі як джалібот і шуї, змогли пристосуватись до змін і знайти свою нішу в нових умовах. Моторизовані джаліботи сьогодні використовуються рибальства та відпочинку, а також для перевезення пасажирів та невеликих вантажів між затоками та прилеглими до узбережжя островами, хоча цей тип човнів і не так поширений, як схожі на них шуї.
Суднобудівні верфі, що будують човни типу джалібот, переважно розташовані в Катарі і на узбережжі Оману, від Моската до Сухара.

## Шуї та джалбут
На джалібот дуже схоже інше дау, що широко використовується сьогодні в Перській затоці — шуї. Цей тип дау має подібні до джалібота розміри, вітрильне озброєння та призначення, але відрізняється формою носа, на якому форштевень розміщується не вертикально, як у джалібота, а більш традиційно для арабських дау сильно нахилений вперед і прикрашений на кінці не одинарним увігнутим вигином, як у джалібота, а подвійним випуклим вигином. За назвою і за загальною формою на арабський джалібот дуже схожі джалбути з східноафриканського узбережжя Суахілі, центр будівництва яких знаходиться на островах Ламу в Кенії.